# Erraid
Erraid (Eilean Earraid en gaèlic) és una illa de les Hèbrides Interiors, situada al nord-oest d'Escòcia. Es troba al sud-oest de l'illa de Mull (amb la qual queda unida per una platja a marea baixa) i al sud-est d'Iona. L'illa es troba acompanyada per nombrosos illots deshabitats, el més gran dels quals és Eilean Dubh, seguit per Eilean nam Muc, Eilean Chalmain, Eilean Ghomain i Eilean na Seamair.

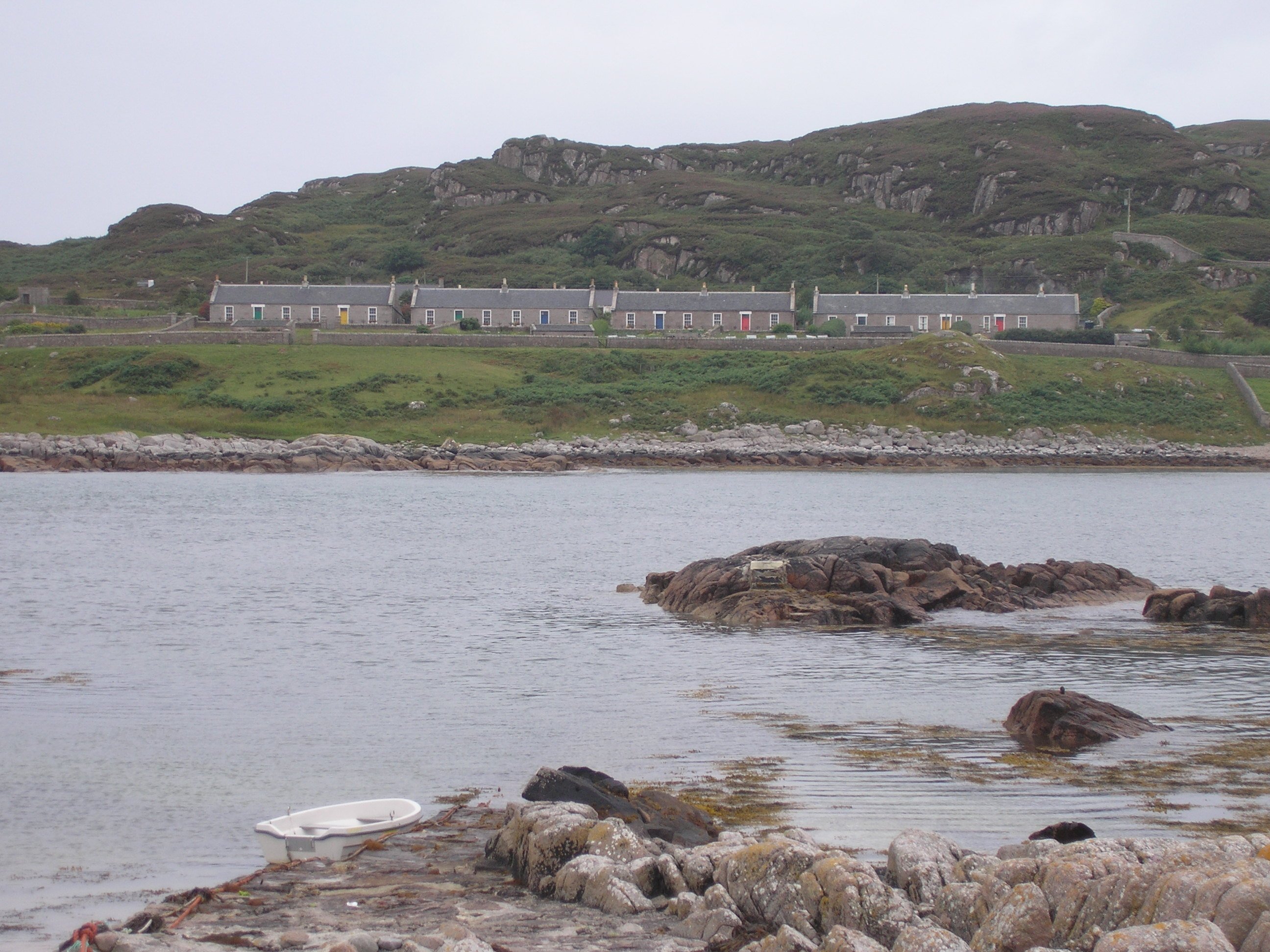
Cases de camp construïdes cal el 1872

Una part d'Erraid és propietat privada, regentada per una comunitat intencional lligada a la Findhorn Foundation.